# Loukas Lazoukits
Loukas Lazoukits (* 1. August 1982 in Belgrad, Serbien) ist ein griechischer Basketballspieler. 
Der 1,90 m große und 86 kg schwere Guard spielt zurzeit für die „Elephants Grevenbroich“ in der Zweiten Basketball Bundesliga Nord. Zuvor spielte er für Phoenix Hagen ebenfalls in dieser Liga. Seine Basketball-Ausbildung erhielt er in der Jugendabteilung von Roter Stern Belgrad. Er besitzt einen jugoslawischen Pass und war in seiner Jugend auch jugoslawischer Jugendnationalspieler. Von Belgrad wechselte er zur Saison 2002/2003 zu Iraklio Crete nach Griechenland. Danach zog es ihn zu den Telekom Baskets Bonn nach Deutschland, dort konnte er sich aber nicht durchsetzen. Nach seiner Zeit in Bonn hielt er sich bei der BG Hagen in der Regionalliga fit, dort wurde dann auch Phoenix Hagen auf ihn aufmerksam.

## Stationen
- Roter Stern Belgrad
- Iraklio Crete
- Telekom Baskets Bonn
- BG Hagen
- Phoenix Hagen
- Grevenbroich Elephants

| Personendaten    | Personendaten                  |
| ---------------- | ------------------------------ |
| NAME             | Lazoukits, Loukas              |
| KURZBESCHREIBUNG | griechischer Basketballspieler |
| GEBURTSDATUM     | 1. August 1982                 |
| GEBURTSORT       | Belgrad, Serbien               |